# 金绿肖峭
金绿肖峭（学名：Tetragnatha aenea）为肖峭科肖峭属的动物。在中国大陆，分布于舟山等地。该物种的模式产地在舟山。